# Aleu
Aleu è un comune francese di 130 abitanti situato nel dipartimento dell'Ariège nella regione dell'Occitania.

## Geografia
Comune situato nella Pirenei sul Arac e sulla vecchia strada statale 618 tra Lacourt e Massat.
L'arteria principale del villaggio parte da Place du Coudénié (situata nella parte inferiore del villaggio) passa davanti al municipio e termina alla chiesa del villaggio (località chiamata Espouech). Molto ripida, questa strada soprannominata " La Carrère " richiede gambe d'acciaio se si vuole salire a piedi e ottimi freni per discenderla in bicicletta, pena di andare ad assaggiare le siepi di bosso in fondo al paese.

### Idrografia
L'Arac , il torrente Loule e il torrente Sercenade sono i principali corsi d'acqua che attraversano la città.

### Frazioni
Oltre all'importante paese di Castet d'Aleu situato sulla strada provinciale, le frazioni sono Aliou, Bataillet, la Bernadole, Biech, Bourdasse, Coumarba, Coumelary, Coumes, Espoueix, Fontale, Galas, Goulet, Picaret, Pinsou, Rouaich e la Rouère.

## Società

### Evoluzione demografica
Abitanti censiti